# Fernando María Guerrero
Fernando María Guerrero (ur. 30 maja 1873 w Manili, zm. 12 czerwca 1929 tamże) – filipiński poeta, dziennikarz i pisarz.
Urodził się w Manili. Studiował prawo na Universidad de Santo Tomás w rodzinnym mieście. Założył i kierował nacjonalistycznym pismem „El Renacimiento” (od 1903), współpracował w tym charakterze z szeregiem prominentnych intelektualistów filipińskich swojej epoki, w tym z Teodoro M. Kalawem i Epifaniem de los Santosem. Był także inicjatorem powstania dziennika „La Vanguardia” (w lutym 1910) oraz (wraz z Melchiorem Ocampo) pisma „La Opinión”. Jego teksty pojawiały się również na łamach stworzonego przez Antonio Lunę „La Independencia”.
Znany ze swojej bogatej twórczości poetyckiej, nazywany księciem poetów. Uznawany za jednego z najważniejszych twórców złotego wieku literatury hiszpanofilipińskiej, występował aktywnie przeciwko siłowemu wprowadzaniu języka angielskiego przez amerykańską administrację Filipin. Większość jego dorobku uniknęła publikacji. Jak wyjaśniał sam Guerrero, brak mu było cierpliwości by doprowadzić swoje utwory do zejścia z prasy drukarskiej. Opublikował Crisálidas (1914). Pośmiertnie wydano jego Aves y Flores (1970). Był jednym z inicjatorów powołania filipińskiej akademii języka hiszpańskiego (AFLE) . Członek korespondent Królewskiej Akademii Hiszpańskiej (RAE). Członek Królewskiej Akademii Hiszpanoamerykańskiej w Kadyksie. Zmarł w Manili na skutek śródmiąższowego zapalenia nerek. 
Poślubił kolejno dwie córki pisarza de Pauli Entrali, Carmen i Remedios. Doczekał się z tych związków łącznie 11 dzieci. Część jego potomstwa poszła ze znacznym sukcesem literacką ścieżką, którą wytyczył. Zarówno Evangelina Guerrero jak i Nilda Guerrero Barranco otrzymały prestiżową Nagrodę Zobla, przyznawaną Filipińczykom tworzącym w języku hiszpańskim.
Zaangażowany również w życie polityczne archipelagu, związany z formacjami nacjonalistycznymi, kolejno z Partido Independista Imediatista i Partido Nacionalista.